# Vuarrens
Vuarrens je obec v západní (frankofonní) části Švýcarska, v kantonu Vaud, v okrese Gros-de-Vaud. V roce 2018 žilo v obci 1004 obyvatel. 

## Poloha
Sousedí s obcemi Corcelles-sur-Chavornay, Essertines-sur-Yverdon, Fey, Pailly, Penthéréaz a Villars-le-Terroir.

## Demografie
V roce 2000 hovořilo 94,3 % obyvatel obce francouzsky. Ke švýcarské reformované církvi se ve stejném roce hlásilo 69,4 % obyvatel, k církvi římskokatolické 16,8 % obyvatel.